# 1554 en arts plastiques
| Années des arts plastiques : 1551 - 1552 - 1553 - 1554 - 1555 - 1556 - 1557    |
| Décennies des arts plastiques : 1520 - 1530 - 1540 - 1550 - 1560 - 1570 - 1580 |

Cette page concerne l'année 1554 en arts plastiques.

## Naissances
- 27 février : Giovanni Battista Paggi, peintre italien de l'école génoise († 12 mars 1627),

? :
- Augustin Cranach, peintre allemand († 26 juillet 1595),
- François II Limosin, peintre émailleur français († 1646),
- Marietta Robusti, peintre vénitienne († 1590).

## Décès
- 20 juillet : Francesco Bissolo, peintre italien (° vers 1470),
- 22 décembre : Alessandro Bonvicino, peintre italien de l'école vénitienne de la période de la Renaissance (° 1498),
- ? :
  - Matteo Balducci, peintre italien (° 1509),
  - Pere Nunyes, peintre espagnol d'origine portugaise (° avant 1490),
  - Teramo Piaggio, peintre italien (° 1485).